# SAKURA, I love you?
SAKURA, I love you? (サクラ アイ ラブ ユー?) É uma canção da cantora pop japonesa Kana Nishino. Ele foi lançado como seu 16º single,lançado em 07 de março de 2012.

## Sobre
O single foi lançado no âmbito da Sony Music Entertainment Japan em 07 de março de 2012 no Japão. Ele vem em CD e CD + DVD e alcançou a sexta posição na Oricon onde vendeu mais de 33.377 cópias na primeira semana e ainda é classificado 10 semanas para um total de 53,676 cópias vendidas. A canção "SAKURA, I love you?" está presente no álbum "Love Place" e na complicação "Love Collection ~pink~".

## Faixas
| Edição padrão  |                       |         |  |
| N.º            | Título                | Duração |  |
| 1.             | "SAKURA, I love you?" | 4:42    |  |
| 2.             | "My Baby"             | 4:13    |  |
| 3.             | "Sweet Sweet"         | 3:19    |  |
| Duração total: | Duração total:        | 12:14   |  |